# Sypheotides indicus
El sisón de penacho (Sypheotides indicus) es una especie de ave otidiforme de la familia Otidae propia del subcontinente indio. Es la única especie del género Sypheotides. Cría en la India y sur de Pakistán y es visitante ocasional en Nepal, hallándose amenazada de extinción. No se conocen subespecies.

## Descripción

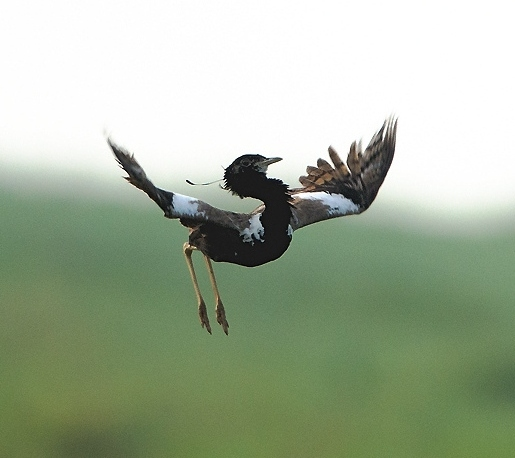
Macho durante el cortejo.

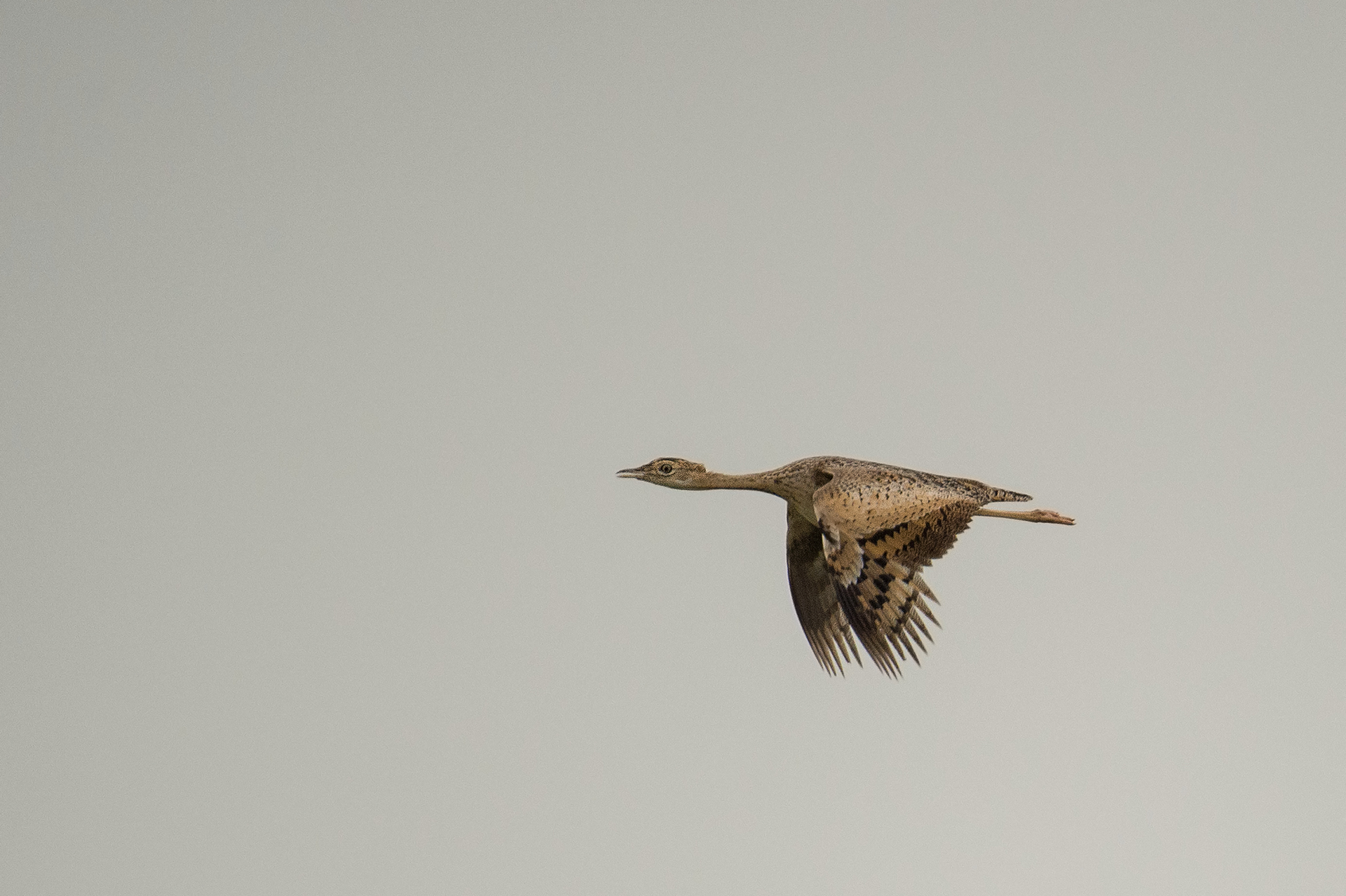
Hembra volando en Rajastán, India.

El macho tiene la cabeza, cuello y partes inferiores negros, aunque su barbilla es blanca. Presenta un copete de tres o cuatro plumas estrechas y largas (de unos 10 cm) en la parte posterior de la cabeza que se curvan hacia delante con una terminación más ancha. En cambio, su espalda es parda con veteado claro moteado blanco en forma de V, con una banda blanca ancha en el manto que se prolonga en las bandas que atraviesan las alas a la altura de las cobertoras. La hembra de tonos pardos con moteado oscuro y de tamaño ligeramente mayor que el macho. Fuera de la época de cría el macho adquiere una coloración similar a la de la hembra, parduzco claro con moteado negro en la espalda, listado oscuro en el cuello y veteado en el pecho, que disminuye a medida que se baja hacia el vientre. Las primarias exteriores del macho son estrechas y se van haciendo más anchas progresívamente hacia el interior de las alas. Sus patas son de color amarillo claro y el iris de sus ojos es amarillo.
Los juveniles tienen una distintiva mancha en forma de U en el cuello cerca de la garganta.

## Taxonomía

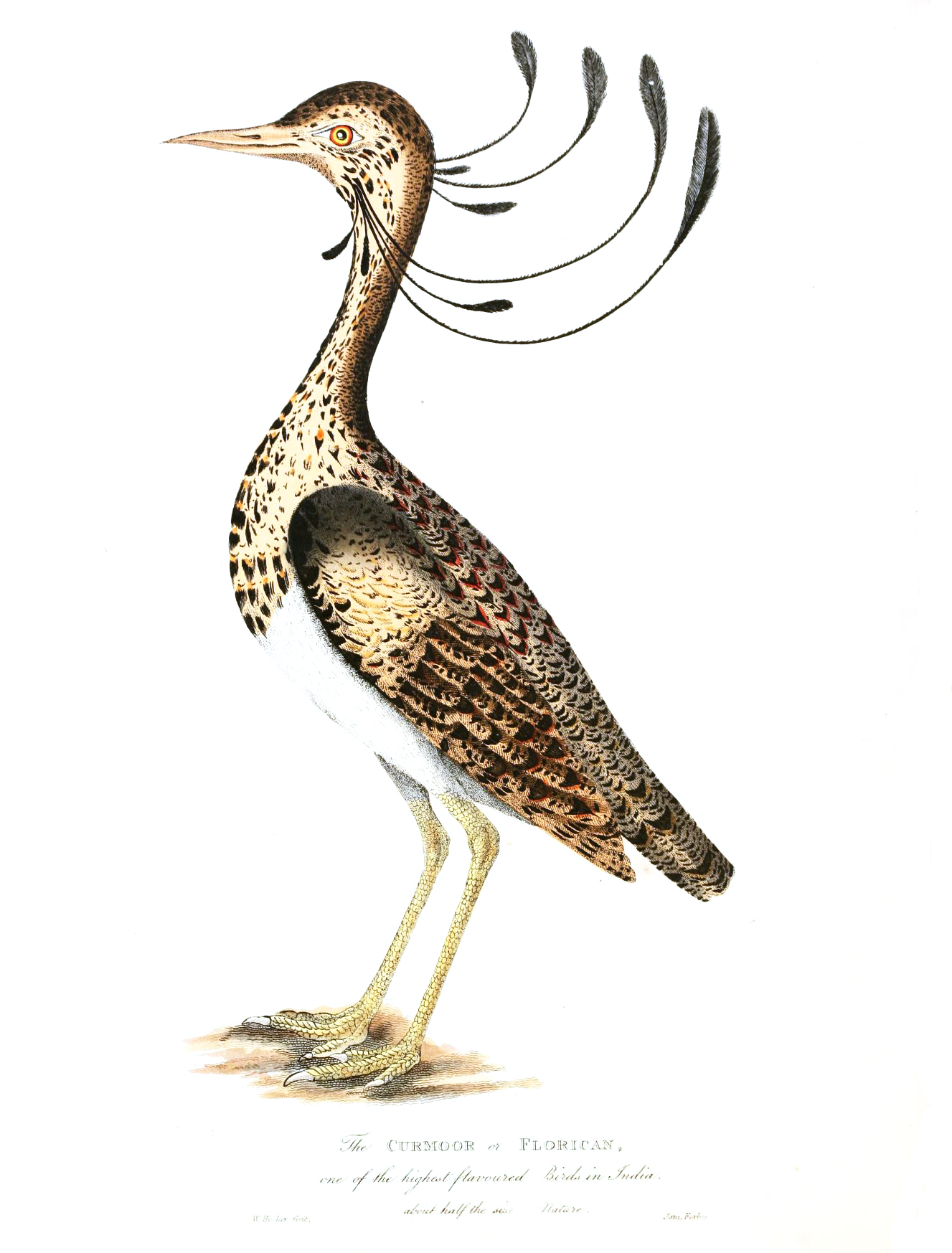
Ilustración de James Forbes de 1813.

Anteriormente en el género Sypheotides se clasificaba dos especies, aunque el sisón bengalí (Houbaropsis bengalensis) se trasladó a otro género, por ser ambas especies pequeñas con dimorfismo sexual inverso respecto al tamaño. La diferencia de longitud del tarso, más largo en Sypheotides y el cambio de plumaje estacional de su macho indujo a la separación en dos géneros, aunque los dos están cercanos evolutivamente. Originalmente la diferencia de plumaje entre machos y hebras hizo que se clasificaran como especies separadas, con los nombres de aurita y indica. Y fueron clasificados en los géneros Otis, Eupodotis y Sypheotis.

## Distribución y hábitat

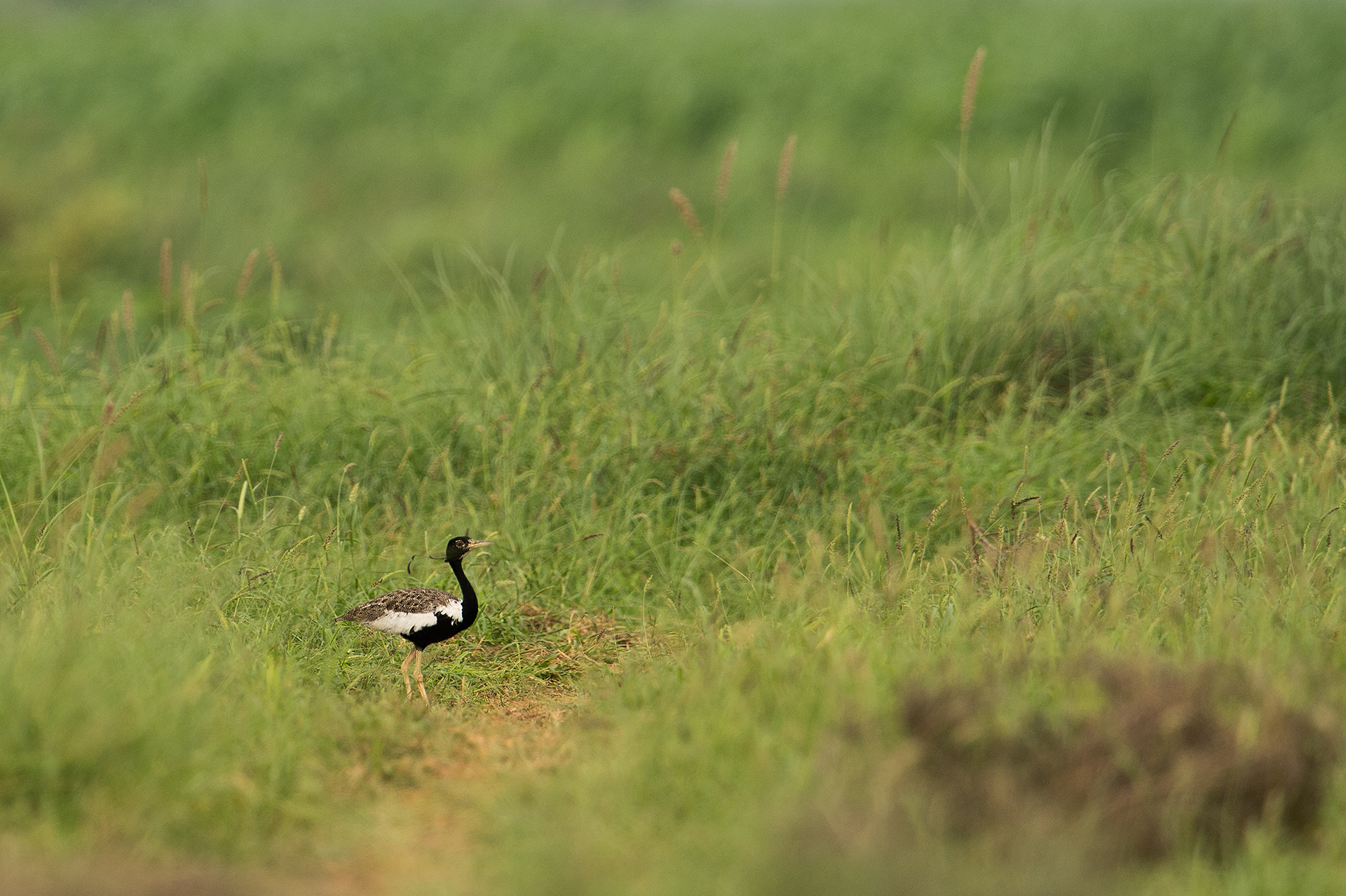
Macho en Rajasthan, India.

Antiguamente la especie se extendía por la mayor parte de la India y Sri Lanka. Ahora cría principalmente en las regiones del centro y oeste de la India. Existen registros históricos de su presencia desde la costa de Makran de la provincia de Baluchistán en Pakistán. El registro que hay de Birmania se pone en duda. La especie se desplaza en respuesta a las lluvias y su prencia y emplazamientos pueden ser erráticos, con repentinos incrementos de población en algunas temporadas. Se anillaron unos 500 machos en Guyarat y fueron recapturados 18, la mayoría de ellos a unos 50 kilómetros de donde fueron anillados. Su hábitat preferido son los herbazales pero a veces se encuentran en los campos de cultivo como los campos de algodón o legumbres. Las zonas de cría actualmente se restringen a Guyarat, Madhya Pradesh, algunas áreas del sur de Nepal y parte de Andhra Pradesh.
La gestión de los hábitats de los sisones como herbazales intercalados por tierras de cultivo y pastizales en rotación proporciona resultados óptimos con cultivos no intensivos.

## Comportamiento y ecología
Los sisones de penaño suelen encontrarse tanto solos como en parejas en los herbazales densos y los campos de cultivo. Los cazadores disparan a los machos con frecuencia porque son fáciles de divisar en la época de cría a causa de sus exhibiciones de cortejo. Culinariamente su carne se considera buena pero inferior a la del sison de bengala. Su vuelo es más rápido que el de otros otídidos y se parece más al de un pato.

### Alimentación
Los sisones de penacho se alimentan de una gran variedad de pequeños animales, vertebrados e invertebrados, como lombrices, ciempiés, lagartos, ranas, e insectos como saltamostes, hormigas aladas y orugas peludas. También se alimentan de brotes de plantas y semillas, hierba y pequeños frutos.

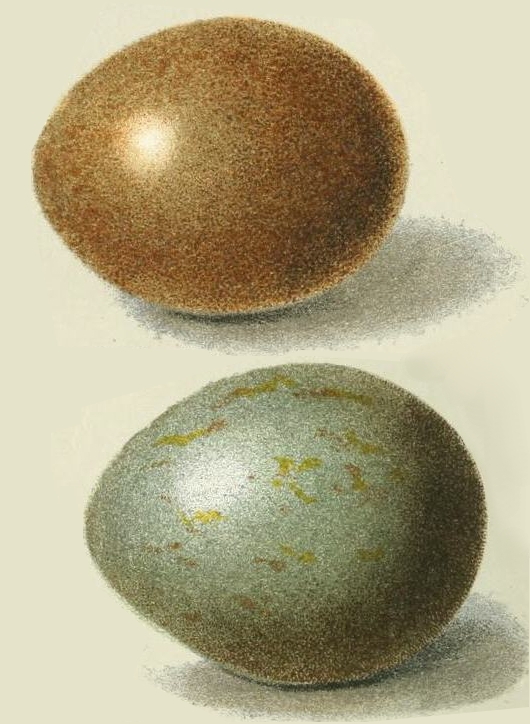
Los huevos de sisón de penacho muestran variaciones de color.

Generalmente los sisones se alimentan durante las primeras horas de la mañana o al atardecer, excepto en el caso de los individuos que acaban de migrar que se alimentan durante todo el día.

### Reproducción
La época de cría varía según el comienzo de los monzones y oscila entre septiembre y octubre en el norte de la India y de abril a mayo en las partes del sur de la India.
Durante la época de cría los machos realizan saltos repentinos surgiendo por encima de la hierba mientras emiten un peculiar graznido, batiendo sus alas para caer on las alas medio desplegadas. En la cumbre del salto su cuello está arqueado hacia atrás y las patas plegadas como si estuvieran sentados. Repiten estos saltos en intervalos de tres minutos o más. Esta exhibición se realiza principalmente en la mañana o al anochecer, pero también durante las demás horas del día en los días nublados.
Su sistema reproductivo es un lek disperso, en el que cada macho toma un territorio de entre una y dos hectáreas. Los machos tienen preferencia por ciertos lugares en particular y la caza en estos sitios de exhibición condujo a los descensos de población del pasado. El emplazamiento de los leks tiende a ser en lugares llanos con vegetación baja y buena visibilidad, y los lugares muy usados suelen mostrarse pisoteados.
Las hembras realizan una exhibición defensiva en el nido, en la despliegan sus alas, cola y erizan las plumas del cuello. Las hembras producen un silbido que atrae a los machos. Los machos son agresivos con los demás machos vecinos. El nido consiste en un hoyo poco profundo en el suelo donde ponen 3-4 huevos (de 4,77 x 4,06 cm de media). El nido generalmente se ubica entre la hierba densa. Solo las hembras se ocupan de la incubación y del cuidado de los polluelos. La incubación dura unos 21 días.